# Баклышкин, Лев Павлович
Лев Павлович Баклышкин (24 сентября 1933, Филино, Московская область — 28 июля 2011, Москва) — советский конник, двукратный чемпион Европы в командном троеборье.

## Биография
Родился 24 сентября 1933 года в деревне Филино, Химкинского района Московской области.
В 1953 году был призван в армию, служил наездником в КВОКШ, а затем в составе конноспортивной команды ЦСКА. Член сборной СССР по конному спорту с 1956 по 1966 год, с 1967 по 1976 — тренер сборной, старший тренер сборной по конному троеборью на Олимпийских играх 1972 и 1976 года.
В качестве спортсмена, неоднократно становился чемпионом СССР, дважды выигрывал чемпионат Европы в командном зачёте (1962 и 1965) и завоевал серебряную медаль в личном зачёте на московском чемпионате Европы 1965 года. Также был участником двух Олимпиад. На играх 1956 года в Стокгольме занял 4 место в личном зачёте и 7 место в командном. На играх 1960 года в Риме стал 7-м в личном зачёте и снова 7-м в командном.
Сын — Сергей Баклышкин (1960—2002), мастер спорта России по конному спорту.
Умер 28 июля 2011 года, похоронен 40-м участке Химкинского кладбища.

## Спортивные звания и награды
- Орден Почёта (2003) — За большой вклад в развитие отечественного спорта и высокие личные показатели в служебной деятельности[2]
- Мастер спорта СССР международного класса (1965), мастер спорта СССР (1955[3])
- Заслуженный тренер РСФСР (1972)
- Судья всесоюзной категории (1980)[4]